# Tirà diademat celladaurat
El tirà diademat celladaurat (Silvicultrix pulchella) és un ocell de la família dels tirànids (Tyrannidae).

## Hàbitat i distribució
Habita vessants brollades i sotabosc dels Andes a l'est del Perú i centre de Bolívia.